# وافل
الوَفْل أو الوافل (بالإنجليزية: Waffle)‏ هو كعكة طبخت بين صحنين أو صفيحتين حارين تسمى صفائح الوَفْل. الوَفْل له شبكة متميّزة كما يظهر وذلك نتيجة لوجود الحواجزِ المرفوعة على صفائح الوَفْل.
يُعدّ الوَفْل كعكة أساسها خفيق أَو خبز أساسه عجينة تم طبخه في صفائح الوَفْل المزخرفة لإعطائها شكلها المُتميّز. هناك عشرات الاختلافات الإقليمية والأوروبية مستندة إلى النوع وشكل الصفائح المستعملة والوصفة المستعملة. في الأمريكتين نجد الأنواع التقليدية للوَفْل بالإضافة إلى بسكويتات الوَفْل المجمّدة، مثل صنف إيجو والوَفْل شعبي. كما أن أشهر أنواع الوَفْل يصنع في بلجيكا.

## معرض صور

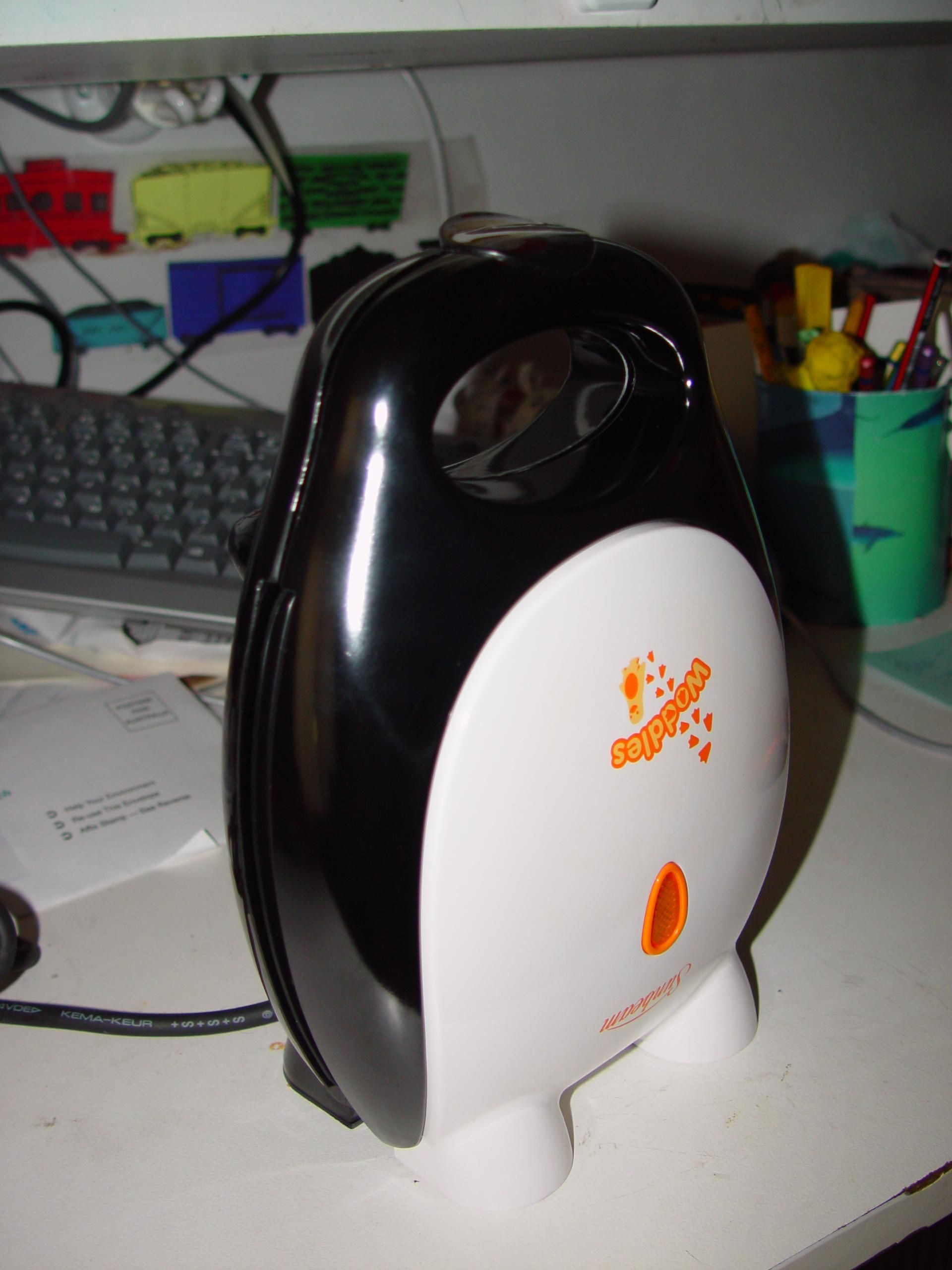
صانعة الوافل على شكل بطريق (Waffle Iron او Waffle Maker).
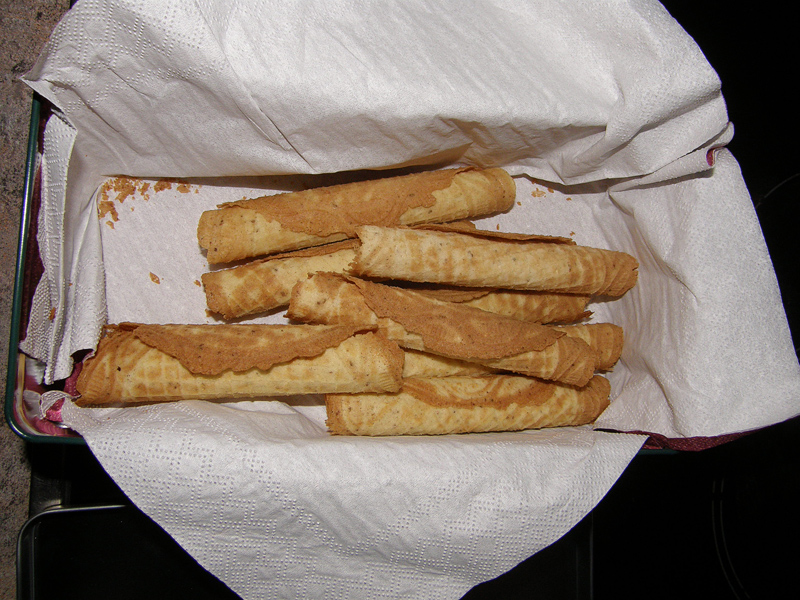
لفائف الوافل
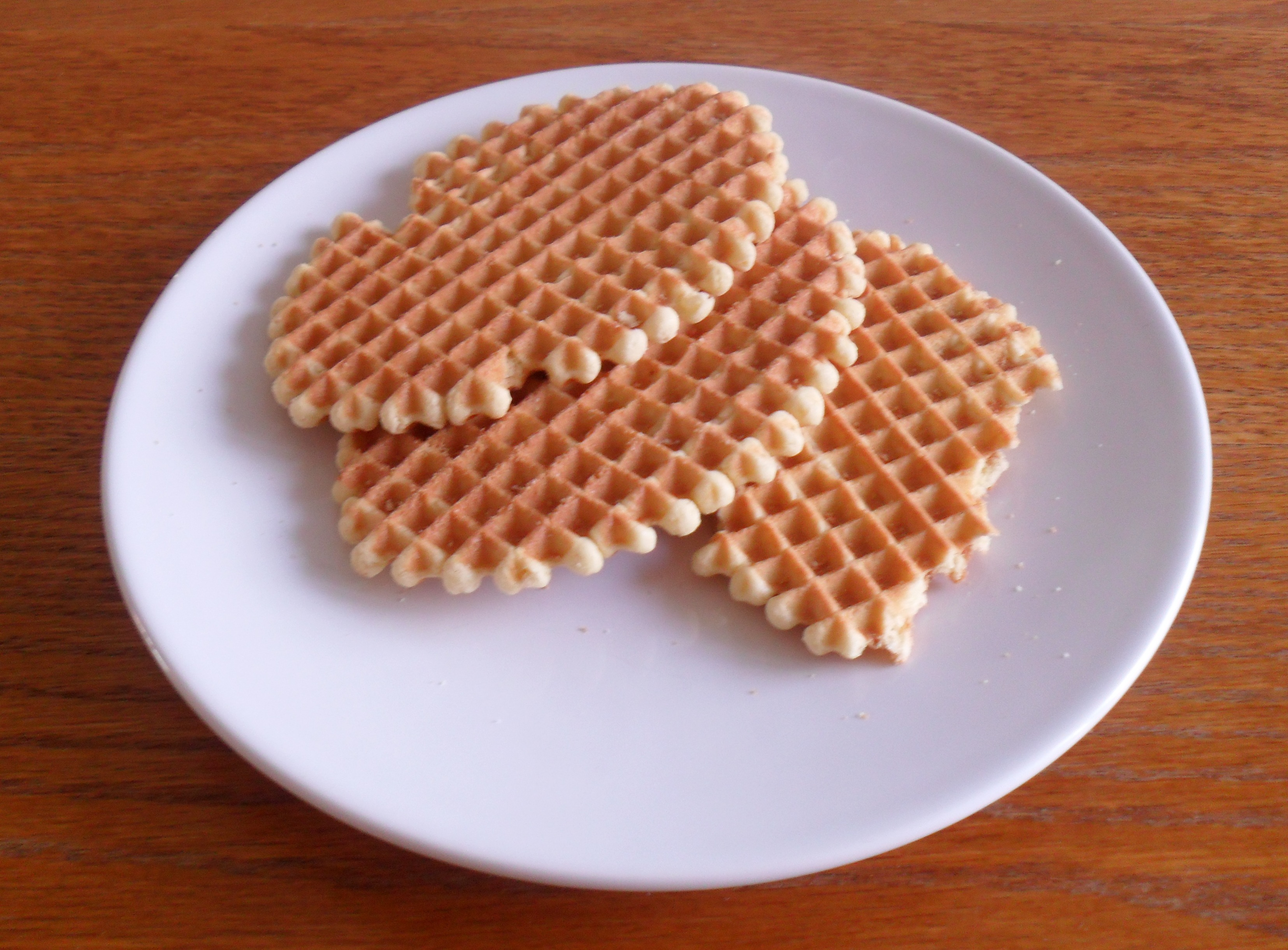
وافل فطائر غاليت كامبينويز (Galettes campinoises)، والشبيهة بـ البان كيك.
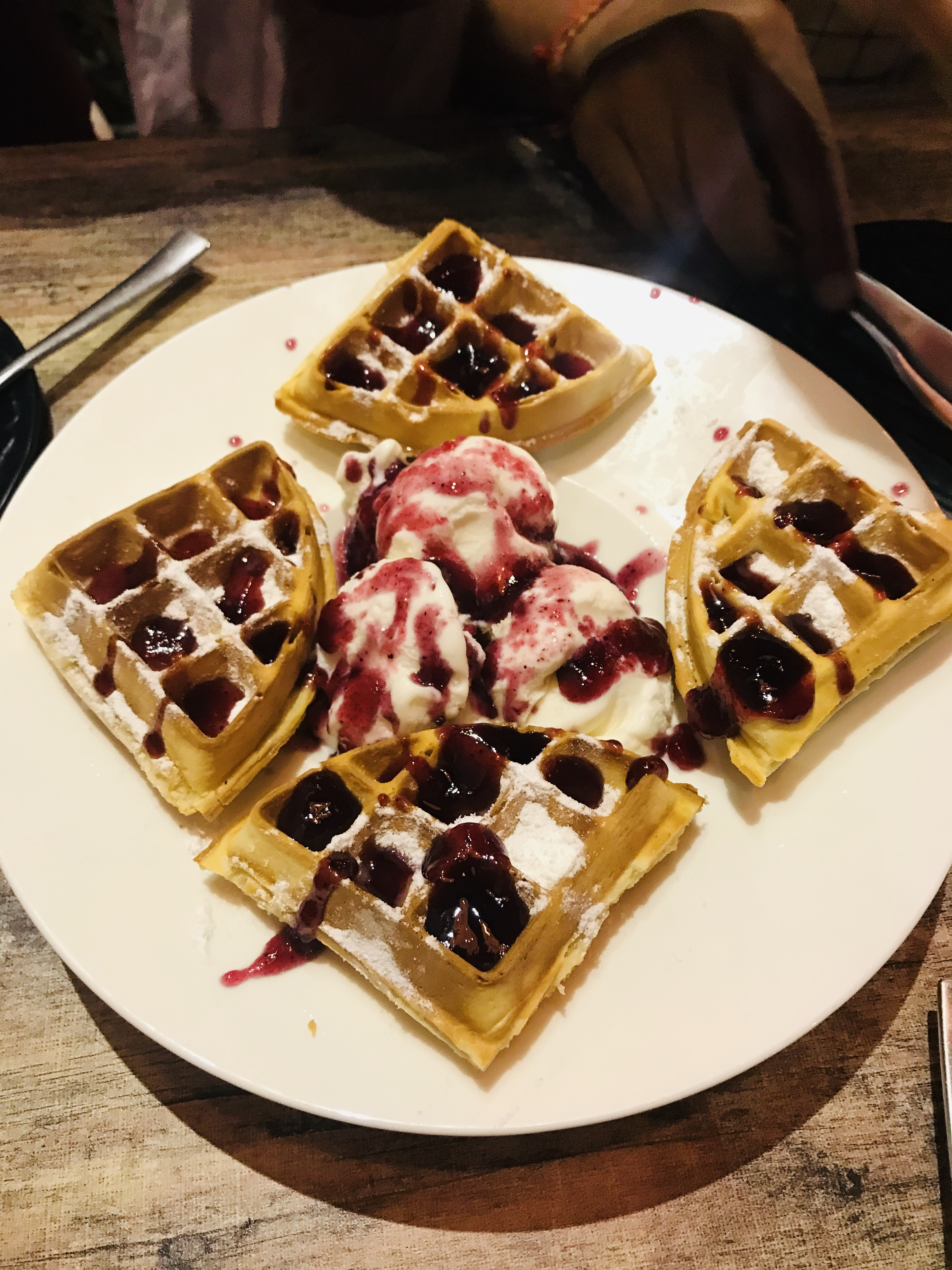
وافل بالثلجات
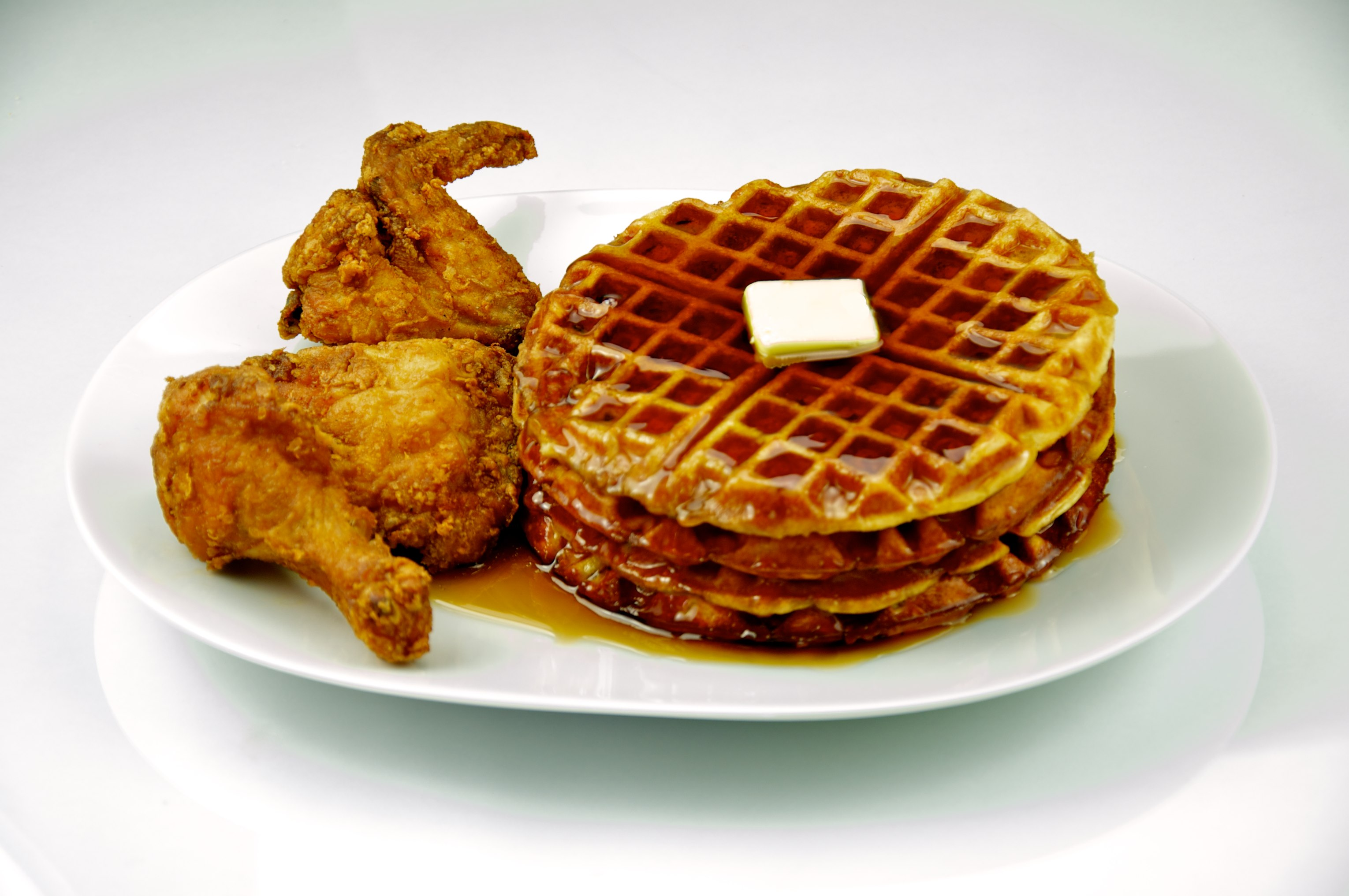
دجاج مع فطيرة وافل بشراب القيقب والزبدة.
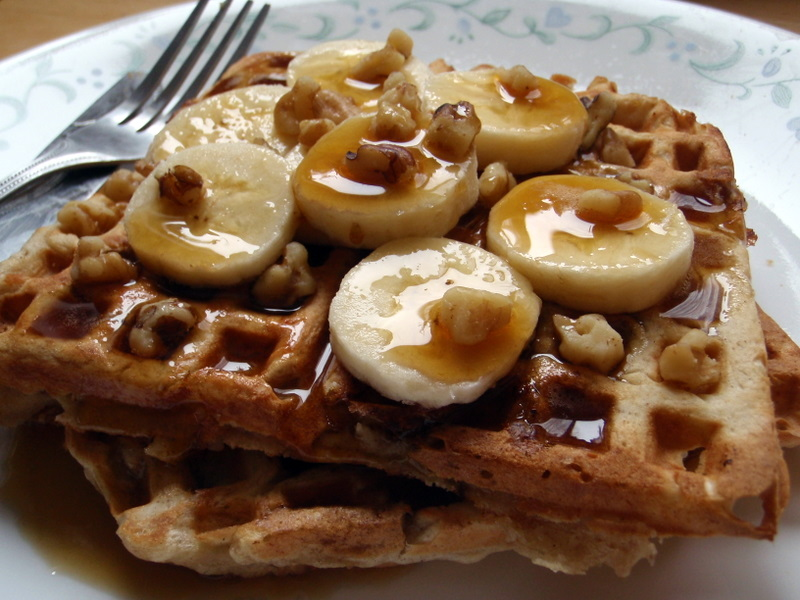
وافل مع شرائح موز وشراب.
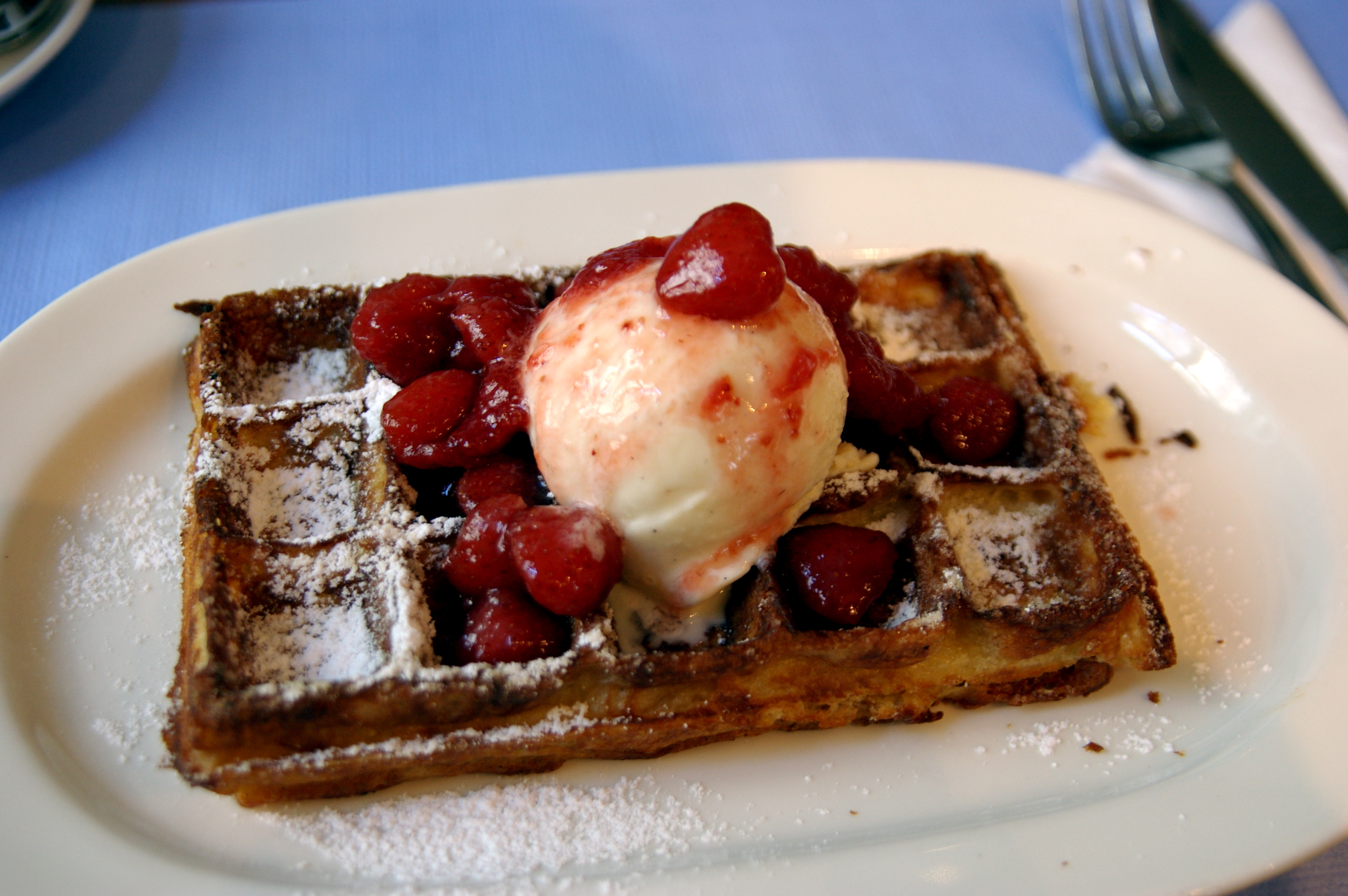
وافل بروكسل (Brussels waffle) بالفراولة والمثلجات.
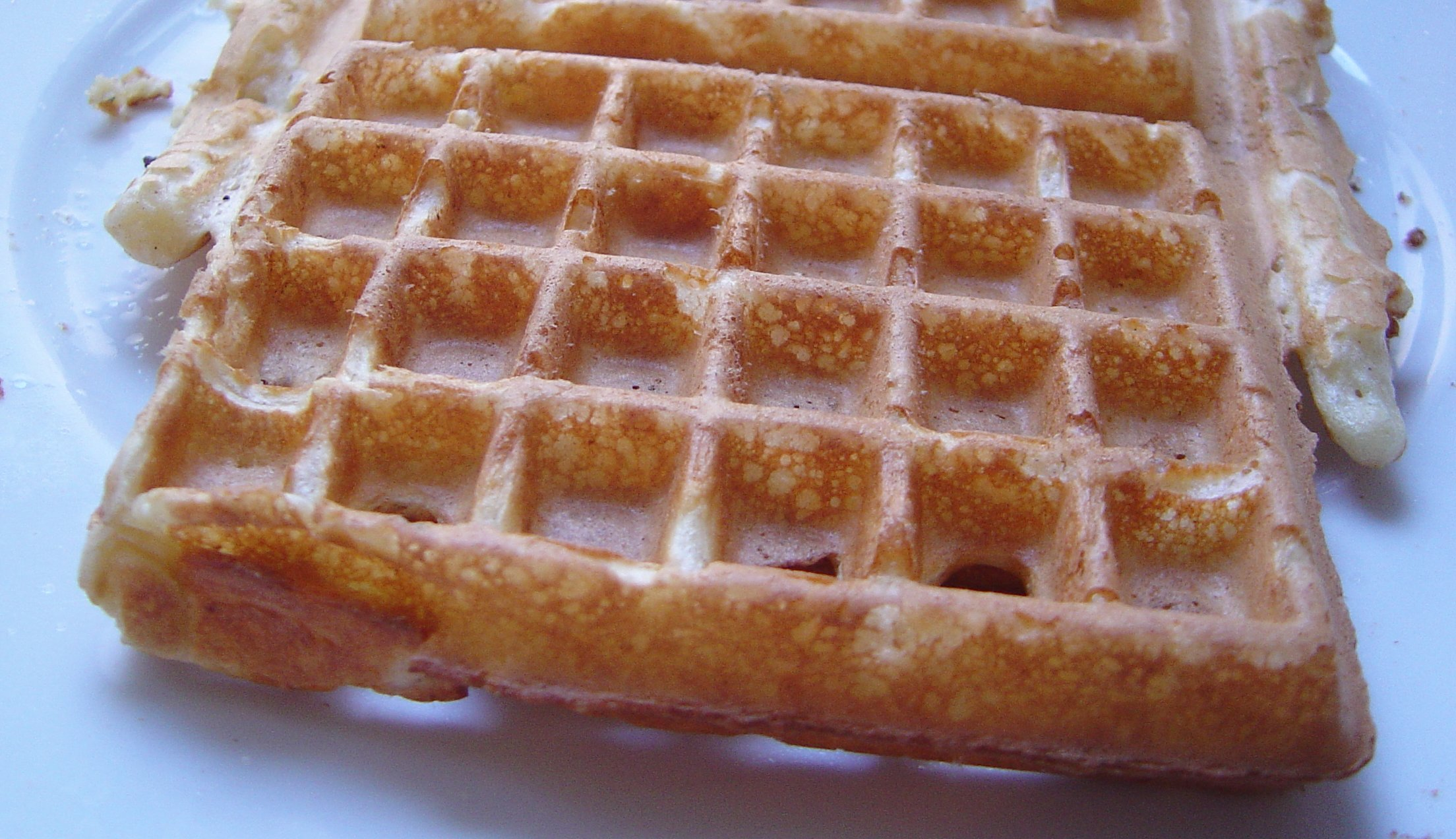
الوَفْل التقليدي (العادي)
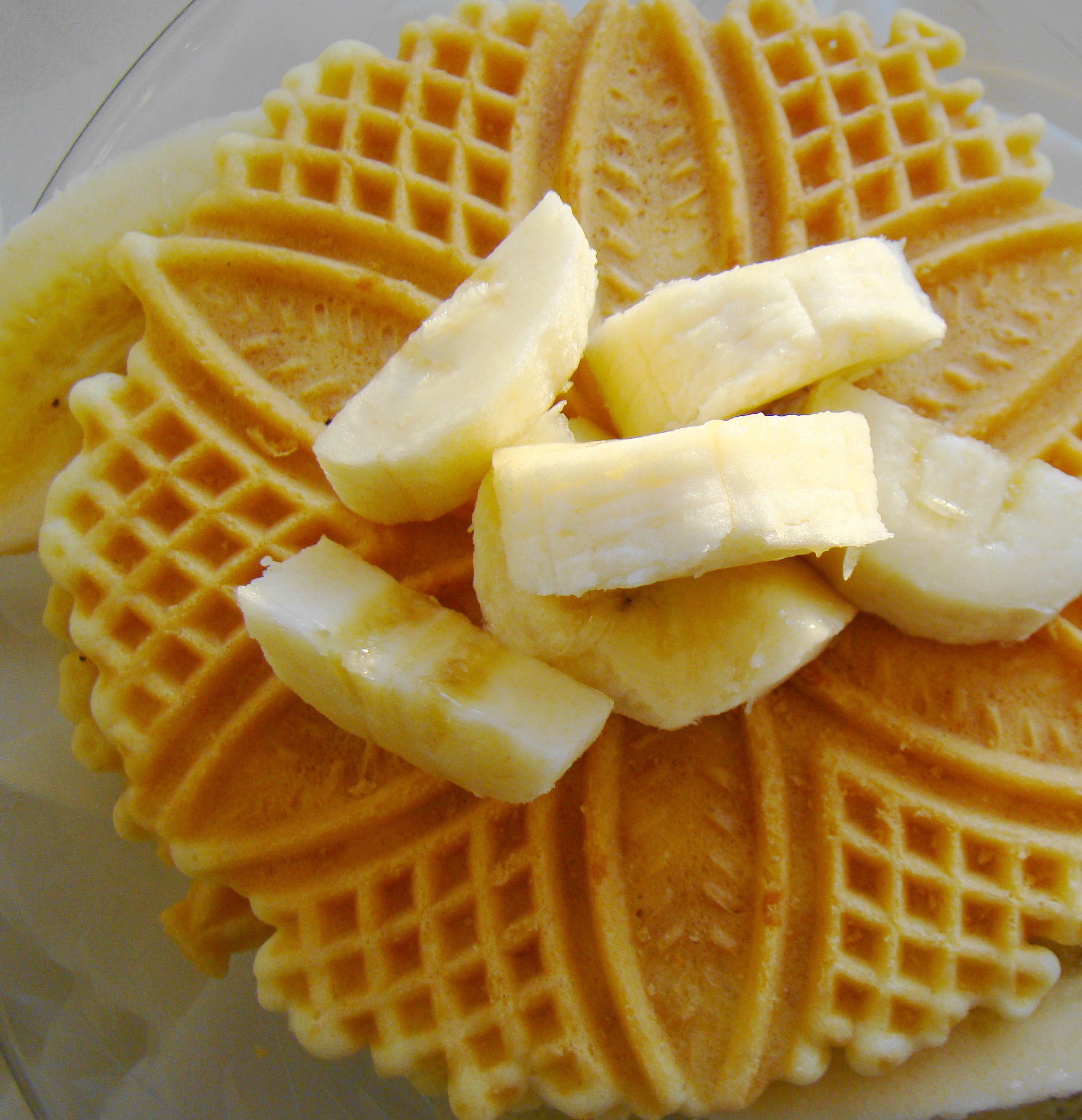
وفل بيزيل (Pizzelle) [الإنجليزية] بالموز والكاسترد. البيزيل يمكن أن تكون صلبة ومقرمشة أو طرية ولزجة حسب المكونات وطريقة التحضير.

## وصلات خارجية
- كل شئ عن الوَفْل